# Gwyddelwern
Gwyddelwern est un village et une communauté du Denbighshire, au pays de Galles.
Il est situé dans le sud du comté, à 3 km au nord de la ville de Corwen.

## Démographie
Au recensement de 2011, la communauté de Gwyddelwern comptait 500 habitants.